# Schloss Schney
Koordinaten: 50° 9′ 50,5″ N, 11° 4′ 30″ O

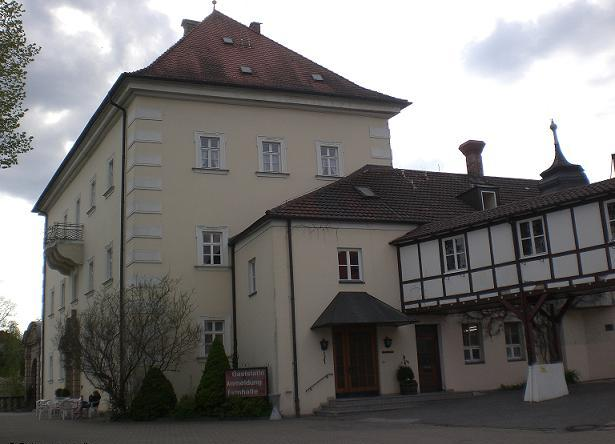
Schloss Schney

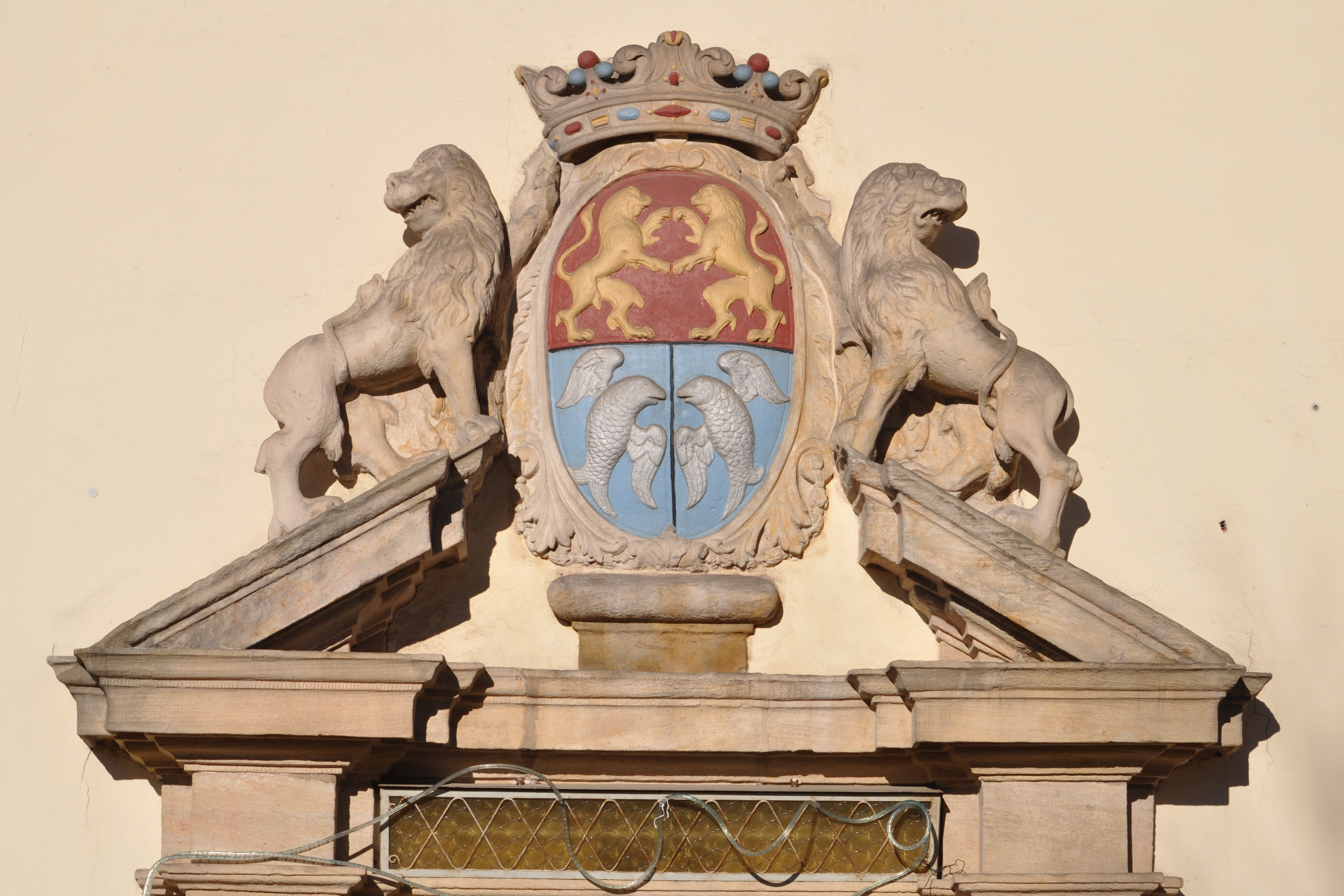
Portalwappen der von Brockdorff an einem Türeingang

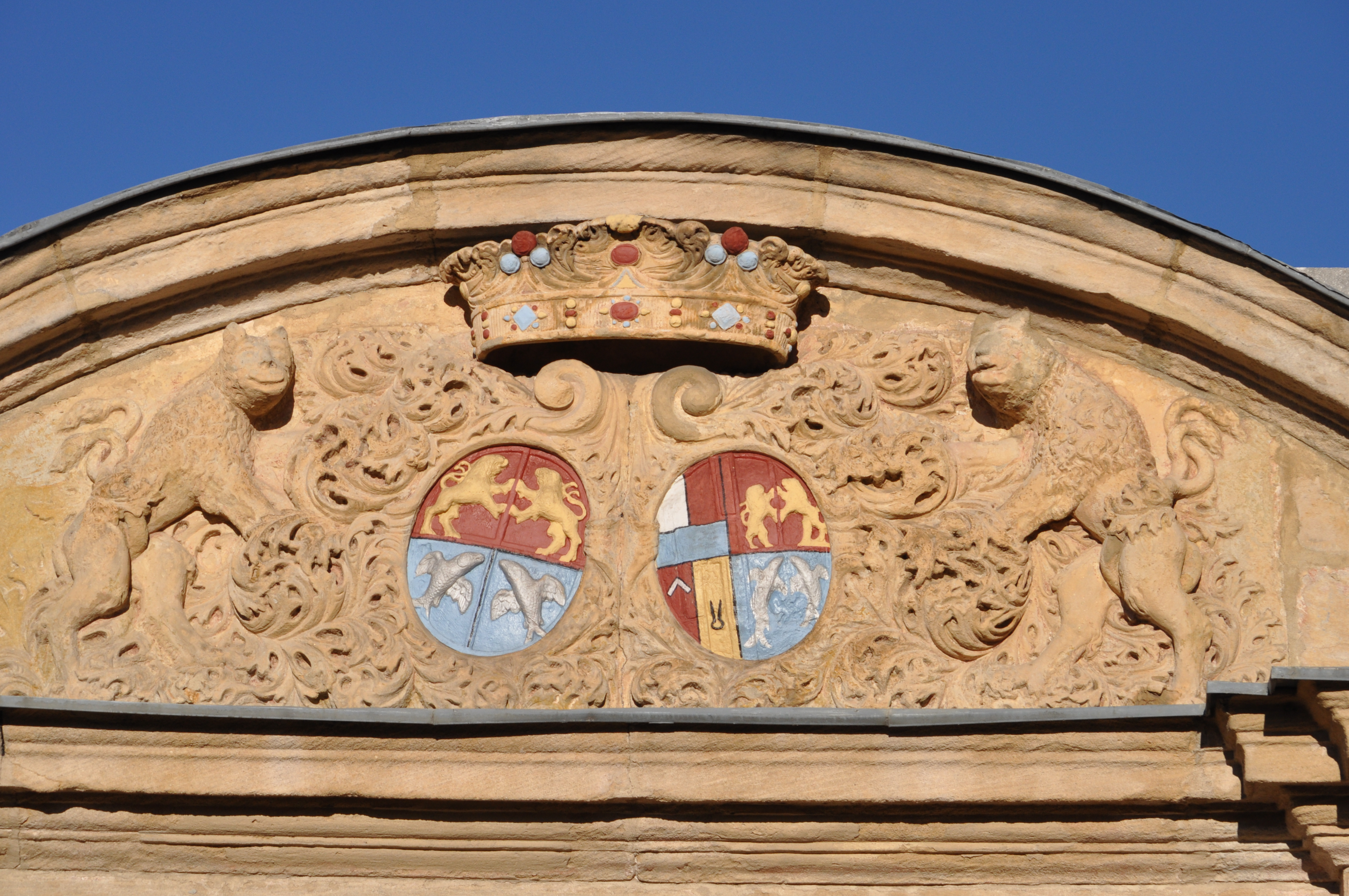
Allianzwappen am Hauptportal: Heraldisch rechts das der Brockdorff, links das mit dem Schaumberger Wappen vermehrte Wappen der Brockdorff

Das neuzeitliche Schloss Schney steht in Schney, einem Stadtteil der Stadt Lichtenfels im Landkreises Lichtenfels im bayerischen Regierungsbezirk Oberfranken.

## Geschichte
Das Schloss wurde etwa 1680 bis 1690 anstelle einer älteren Burganlage als Wohn- und Verwaltungssitz derer von Schaumberg erbaut. Nachdem die Schneyer Linie der Familie von Schaumberg ausgestorben war, ging das Schloss 1706 in den Besitz der holsteinischen Familie von Brockdorff über, deren Nachfahren das Schloss bis 1873 besaßen.
1950 kaufte der örtliche Turnverein Freie Turnerschaft Schney das Gebäude und verwendete es als Turnhalle.

## Schloss Schney heute
Das Schloss beinhaltet heute eine Turnhalle, die hauptsächlich durch die Freie Turnerschaft Schney für sportliche Aktivitäten sowie Feste genutzt wird. Ein weiterer Teil des Schlosses dient als Tagungshaus der Franken-Akademie mit Unterkünften, Tagungsräumen und einer Gaststätte. Jährlichen finden im Schloss und auch auf dem Schlossplatz mit Schlossgarten verschiedene Feste wie Kirchweih oder Fasching statt. Wenige Meter entfernt wurde ein Außensportgelände für Leichtathletik, Fußball oder Basketball gebaut.

## Denkmalschutz
Als geschütztes Baudenkmal wird das Schloss vom Bayerischen Landesamt für Denkmalpflege unter der Denkmalnummer D-4-78-139-267 geführt. Aufgrund archäologischer Befunde im Bereich des Schlosses, die in Zusammenhang mit dem mittelalterlichen Kern des Gebäudes stehen, ist die Anlage als Ganzes zudem ein Bodendenkmal mit der Nummer D-4-5832-0219.